# 杭垓镇
杭垓镇是中华人民共和国浙江省湖州市安吉县下辖的一个镇。

## 行政区划
杭垓镇下辖以下村级行政区划单位：
松坑村、桐杭村、唐舍村、尚梅村、高村、杭河村、岭西村、桐坑村、文岱村、吴村、姚村、大坑村、七管村、杭垓村、上塘村、磻溪村、和村和缫舍村。